# Сельва-ді-Проньйо
Сельва-ді-Проньо (італ. Selva di Progno, вен. Selva de Progno) — муніципалітет в Італії, у регіоні Венето,  провінція Верона.
Сельва-ді-Проньо розташована на відстані близько 430 км на північ від Рима, 100 км на захід від Венеції, 23 км на північний схід від Верони.
Населення — 931 особа (2014).
Щорічний фестиваль відбувається 15 серпня. Покровитель — Assunzione di Maria.

## Демографія
Населення за роками:

Станом на 1 січня 2023 року в муніципалітеті офіційно проживало 38 іноземців з 10 країн, серед них 8 громадян країн Євросоюзу.

## Сусідні муніципалітети
- Ала
- Бадія-Калавена
- Боско-К'єзануова
- Креспадоро
- Рекоаро-Терме
- Ровере-Веронезе
- Вело-Веронезе
- Вестенанова